# Carrascal
Carrascal ist eine Stadtgemeinde in der Provinz Surigao del Sur an der Ostküste der Insel Mindanao an der Mündung des Carrascal River.

## Baranggays (Anzahl: 14)
| Name               | Einwohner (1. August 2015) |
| ------------------ | -------------------------- |
| Adlay              | 4.139                      |
| Babuyan            | 514                        |
| Bacolod            | 818                        |
| Baybay (Pob.)      | 1.357                      |
| Bon-ot             | 1.322                      |
| Caglayag           | 361                        |
| Dahican            | 583                        |
| Doyos (Pob.)       | 1.635                      |
| Embarcadero (Pob.) | 709                        |
| Gamuton            | 1.340                      |
| Panikian           | 1.835                      |
| Pantukan           | 631                        |
| Saca (Pob.)        | 820                        |
| Tag-Anito          | 465                        |

Quelle: National Statistical Coordination Board,
Makati City, Philippines

(Pob.= Poblacion (Bevölkerung), also dichter besiedelte und i.a. urbanisierte Gebiete)

## Lage
Geographisch wird Carrascal im Nordosten von der Bucht von Carrascal begrenzt, die voller Korallenriffe und ein Teil der Philippinensee ist. Im Nordwesten und Südwesten liegen die "Roten Berge" (Diwata-Gebirgszug), im Südosten Schwemmland.
Die Gemeinde ist der nördlichste Teil einer relativ geschlossenen Region, die als CarCanMadCarLan bezeichnet wird (Carrascal, Cantilan, Madrid, Carmen, Lanuza) und damit auch die nördlichste Gemeinde der Provinz Surigao del Sur.
Ihre Nachbargemeinden sind Claver im Nordwesten und Cantilan im Südosten.
Die Flüsse Ca-ayongen, Marga, Tagoan, Bon-ot und Carrascal (Reihenfolge von Nordwest nach Südost) durchfließen das Stadtgebiet und münden in die Bucht von Carrascal. Der erstgenannte bildet die Grenze zwischen den Baranggays Adlay und Dahican.

## Wirtschaft
In den "Roten Bergen" wird Tagebau betrieben, um das dort reichlich vorhandene Eisenerz abzubauen. Der Tagebau liegt – jeweils teilweise – in den Baranggays Gamuton, Babuyan und Bon-ot, ist aber im Vergleich zu denen, die in der nördlichen Nachbarstadt Claver (Surigao del Norte) betrieben werden, noch vergleichsweise klein. Das Erz wird auf einem Verladepier verschifft, der sich nördlich der Mündung des Bon-ot River und damit nördlich vom Baranggay Baybay befindet. Die von den riesigen LKW bei trockenem Wetter aufgewirbelten Staubwolken beeinträchtigen erheblich den Erholungswert des Strandes (Baranggay Baybay) und es gibt deswegen lokale Proteste. Die verhallen allerdings weitgehend, da das Bergbauunternehmen seine Auflage erfüllte, auch den Ausbau der Küstenstraße voranzutreiben, die nun von Adlay(Carrascal) bis Cantilan durchgehend betoniert ist. Das sah 2007 noch ganz anders aus, wo noch nicht einmal die Brücken aus Beton gebaut waren. Damals fuhr ein beladener LKW über eine Brücke, die nur für Fahrzeuge mit 2 t Gesamtgewicht gebaut war, und stürzte mit dieser Brücke zusammen in den Fluss.

## Verkehr
Die Gemeinde wird von der betonierten Küstenstraße Surigao-Tandag durchzogen. Der nächstgelegene Flughafen bzw. Verkehrslandeplatz in Tandag ist seit 2014 wieder in Betrieb, die beiden größeren nächsten sind in Surigao und Butuan.

## Klima
|                       | Jan   | Feb   | Mär   | Apr   | Mai   | Jun   | Jul   | Aug   | Sep   | Okt   | Nov   | Dez   |   |         |
| Mittl. Tagesmax. (°C) | 29    | 29    | 30    | 31    | 32    | 32    | 32    | 32    | 32    | 32    | 31    | 29    | ⌀ | 30,9    |
| Mittl. Tagesmin. (°C) | 22    | 22    | 23    | 23    | 24    | 24    | 24    | 24    | 24    | 24    | 23    | 23    | ⌀ | 23,3    |
|                       |       |       |       |       |       |       |       |       |       |       |       |       |   |         |
| Niederschlag (mm)     | 582,4 | 389,1 | 283,5 | 196,0 | 123,4 | 114,0 | 137,0 | 115,1 | 122,4 | 216,0 | 378,2 | 429,5 | Σ | 3.086,6 |

| 22 |

| 22 |

| 23 |

| 23 |

| 24 |

| 24 |

| 24 |

| 24 |

| 24 |

| 24 |

| 23 |

| 23 |

| 22 |

| 22 |

| 23 |

| 23 |

| 24 |

| 24 |

| 24 |

| 24 |

| 24 |

| 24 |

| 23 |

| 23 |

Carrascal hat wie ganz Mindanao ein tropisches Klima. Die durchschnittliche monatliche Niederschlagsmenge beträgt 257,2 mm (10,13 Zoll). Regenzeit ist von November bis März, Trockenzeit von April bis September. Aber auch in letzterer gibt es oft abendliche Schauer und Gewitter, die von den Einheimischen Sobasco genannt werden.
Das Gebiet wird gelegentlich von Taifunen heimgesucht, der vorletzte größere (namens „Pablo“) forderte Anfang Dezember 2012 lt. „Manila Bulletin“ in der weiter südlich gelegenen Provinz Davao de Oro mindestens 236 Tote. (Obwohl der Küstenbereich vorher größtenteils evakuiert wurde!) Der letzte (namens „Haiyan“) zog nördlich an Mindanao vorbei und richtete am 8. November 2013 auf den Inseln Samar und Leyte große Zerstörungen an. Die Rede ist von ca. 10.000 Toten. Auch Erdbeben von beachtlicher Stärke und Dauer sind möglich.